# Лабораторне обладнання

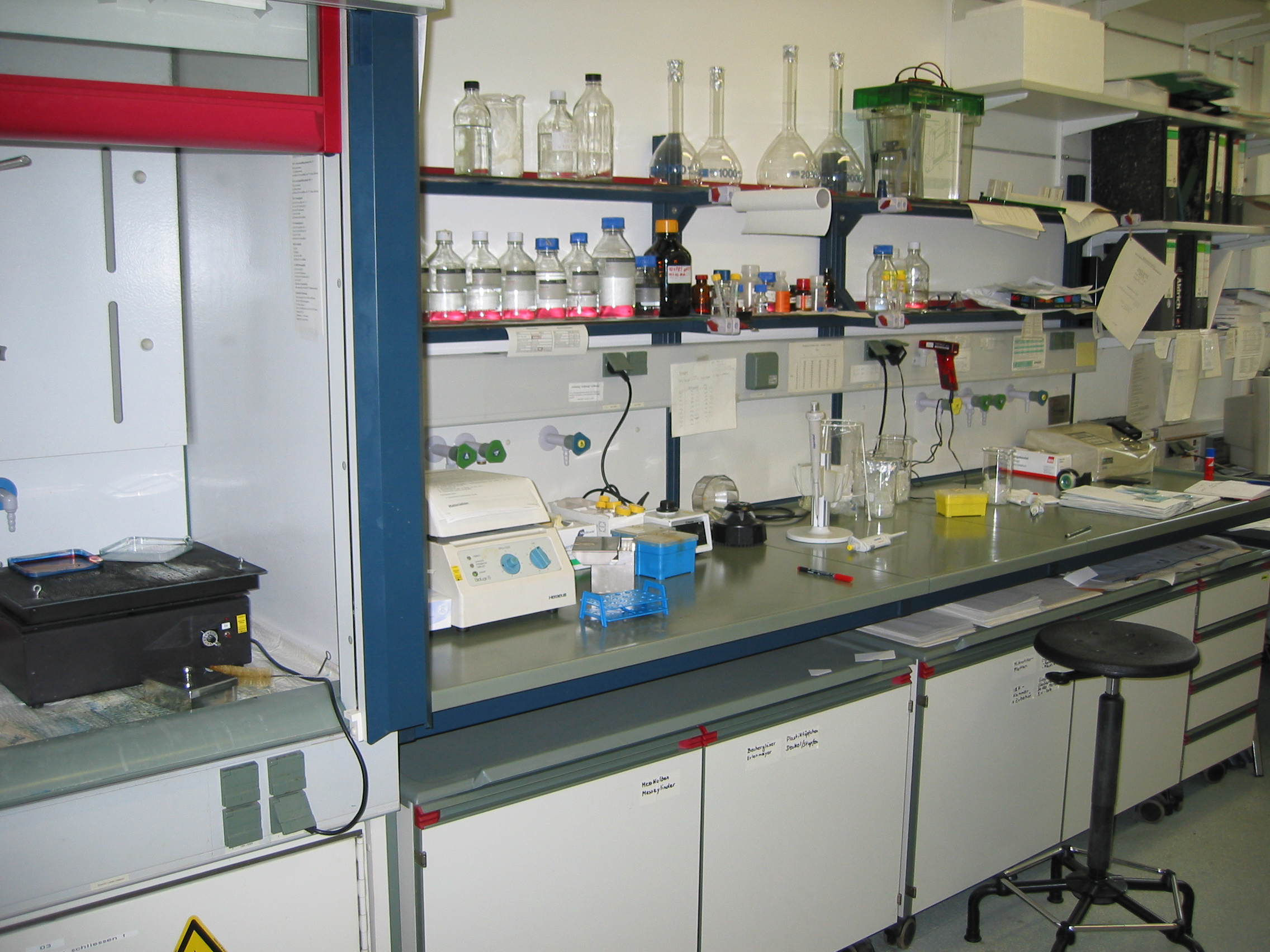
Лабораторне обладнання сучасної біохімічної лабораторії в Кельні, Німеччина

Лабораторія Донецького національного технічного університету з флотації. Кінець ХХ ст.Україна, Донецьк

Лаборато́рне обла́днання (устаткува́ння) (англ. laboratory equipment, нім. Laborausstattung (-ausrüstung) f) — обладнання лабораторій, яке дозволяє аналізувати, робити вимірювання, моделювати технологічні процеси в реальних умовах, а також готувати проби різних матеріалів і робити їх дослідження.
Лабораторне обладнання поділяється на загальнолабораторне, вимірювальне, спеціалізоване, дослідне та аналітичне.
Наприклад, лабораторні дробарки, млини, розтирачі, ступи, скорочувачі проб, сушильні шафи, тиглі тощо.